# Шарування корозмірності 1
Шарування корозмірності 1 — це розбиття многовиду на підмножини, що неперетинаються, які локально виглядають як поверхні рівня гладких регулярних функцій.

## Означення
На {\displaystyle n}-вимірному многовиді {\displaystyle M} задано шарування корозмірності 1, якщо {\displaystyle M} наділене розбиттям на лінійно зв'язні підмножини {\displaystyle L_{\alpha }} з наступною властивістю: в околі будь-якої точки з {\displaystyle M} знайдеться локальна система координат {\displaystyle x^{1},\dots ,x^{n}:U\to \mathbb {R} }, в якій зв'язні компоненти множини {\displaystyle L_{\alpha }\cap U} складаються з розв'язків {\displaystyle x^{n}={const}}.
Множини {\displaystyle L_{\alpha }} називаються шарами шарування, {\displaystyle M} — його тотальним простором.
Шари мають топологію, в основі якої є зв'язні компоненти перетину шару з відкритими підмножинами тотального многовиду {\displaystyle M}. Стосовно цієї топології шар є гладким многовидом, і його включення в тотальний многовид є вкладенням в слабкому сенсі.